# A. L. Kennedy

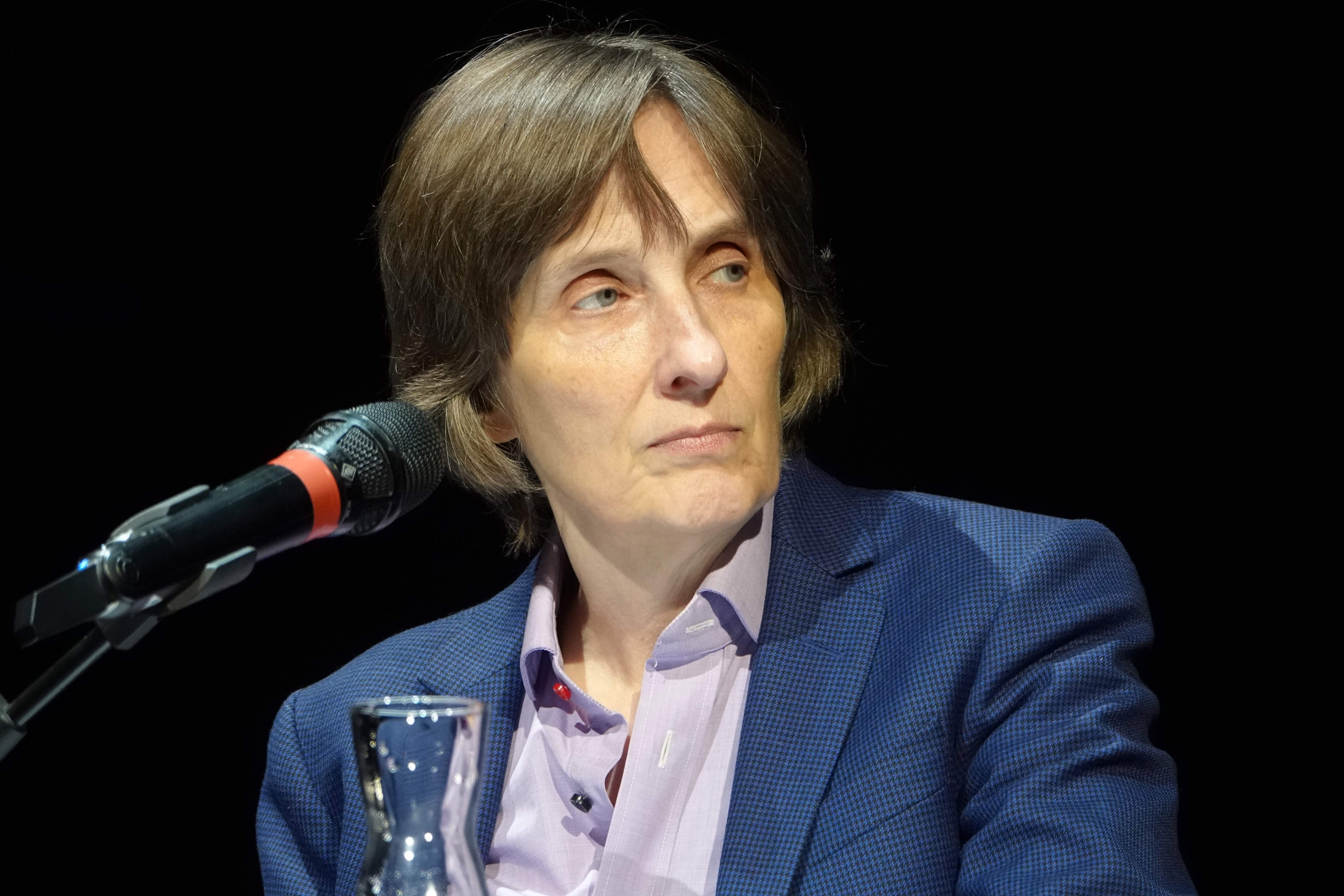
A. L. Kennedy 2023

Alison Louise Kennedy (* 22. Oktober 1965 in Dundee, Schottland; Namensform als Autorin: A. L. Kennedy) ist eine britische Schriftstellerin.

## Leben

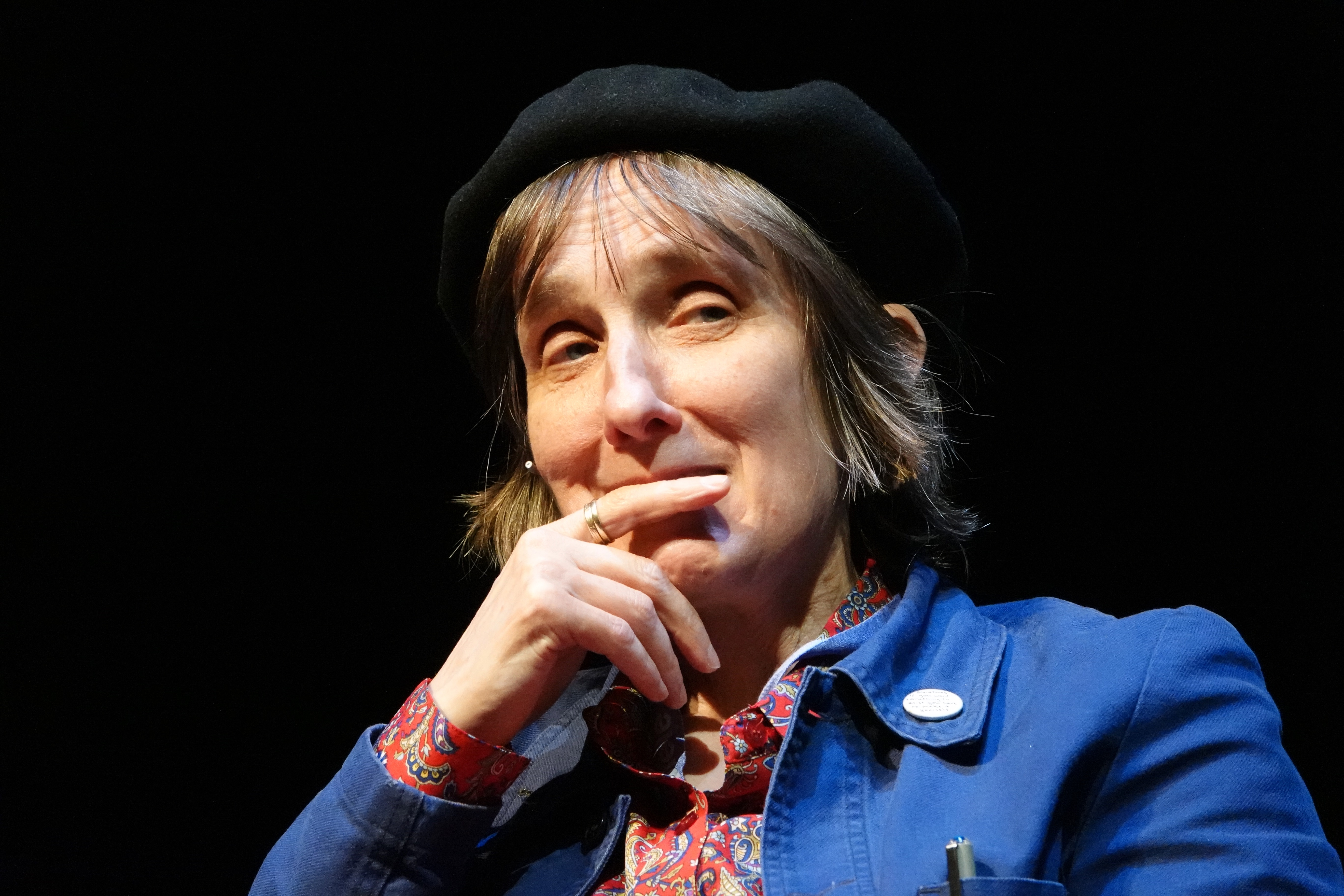
A. L. Kennedy 2024

A. L. Kennedy wuchs in Dundee auf und studierte von 1983 bis 1986 an der University of Warwick im englischen Coventry (Abschluss Bachelor of Arts im Fach Theatre Studies and Drama). Sie lebte lange in Glasgow; 2012 zog sie nach London, 2016 nach Wivenhoe.
Ihre Romane und Erzählungen finden auch in Deutschland eine große Leserschaft sowie Anerkennung bei der Kritik. Bis auf Einladung zum Tanz sind sie alle in Übersetzungen von Ingo Herzke im Verlag Klaus Wagenbach bzw. im Carl Hanser Verlag erschienen. A. L. Kennedy wurde u. a. mit dem Somerset Maugham Award ausgezeichnet. In ihren Werken verbindet sie oft harten Realismus mit fantastischen Elementen. Komisches und Ernstes, zarte und brutale Momente stehen dicht nebeneinander. Mitunter verwendet sie auch religiöse Anspielungen. Ihr umfangreichster Roman Alles was du brauchst thematisiert unter anderem das Schreiben selbst und den Literaturbetrieb.
Gelegentlich tritt A. L. Kennedy auch mit Stand-up-Comedy auf.
Sie ist eine scharfe Kritikerin der britischen Beteiligung am Irak-Krieg unter Premierminister Tony Blair und war Rednerin bei Anti-Kriegs-Demonstrationen. Sie steht der BDS-Bewegung positiv gegenüber und wertete die Entscheidung des Sängers Nick Cave, „auch in Israel aufzutreten als moralisch gefährlich“.
Zeitweilig betätigte sie sich als Kolumnistin für die Zeitung The Guardian. Von 2002 bis 2007 unterrichtete sie Creative Writing als part-time Lecturer an der University of St Andrews in Schottland, seit 2007 als Associate Professor an der University of Warwick.
Viele ihrer Texte erschienen als Hörspiel, auch schrieb sie speziell für dieses Radioformat. Für den Südwestrundfunk (SWR) etwa schrieb sie bisher die Originalhörspiele Blood Empire und Love, Love, Love – wie die Beatles. Ihr erstes Originalhörspiel Born a Fox entstand 2004 für die BBC und wurde 2012 unter dem Titel Born a fox – Als Fuchs geboren und unter der Regie von Iris Drögekamp für den SWR produziert.
Seit Anfang 2020 schreibt sie eine wöchentliche Kolumne mit der Überschrift Affentheater über ihre Sicht auf den Brexit und die Situation in Großbritannien für die Süddeutsche Zeitung.

## Verfilmung
Sven Taddicken hat 2016 mit Martina Gedeck und Ulrich Tukur in den Hauptrollen Original Bliss, auf Deutsch Gleißendes Glück, verfilmt. Der englische Titel spielt auf Original Sin, die Erbsünde, an und verweist auf die Konflikte der Heldin.

## Auszeichnungen
- 2007: Österreichischer Staatspreis für Europäische Literatur
- 2007: COSTA Book Award in der Sparte Novel für Day
- 2008: 1. Internationaler Eifel-Literatur-Preis
- 2016: Heinrich-Heine-Preis der Stadt Düsseldorf
- 2017: Aufnahme in die Berliner Akademie der Künste[5]
- 2020: Ehrenpreis des österreichischen Buchhandels für Toleranz in Denken und Handeln

## Werke
- Gleißendes Glück (2000), Roman, ISBN 3-8031-3151-0; orig. Original Bliss (1997 im gleichnamigen Storyband, 1998 als Einzelausgabe).
  - dtv Taschenbuch, München 2016, ISBN 978-3-423-08652-3.
- Einladung zum Tanz (2001), Roman, ISBN 3-88243-890-8; orig. Looking for the Possible Dance (1993).
- Stierkampf (2001), Prosa, ISBN 3-8031-3157-X; orig. On Bullfighting (1999).
- Ein makelloser Mann (2001), Erzählungen, ISBN 3-8031-3163-4; orig. einige enthalten im Storyband Original Bliss (1997).
- Alles was du brauchst (2002), Roman, ISBN 3-8031-2463-8, orig. Everything You Need (1999).
- Also bin ich froh (2004), Roman, ISBN 3-8031-3186-3; orig. So I Am Glad (1995).
- Paradies (2005), Roman, ISBN 3-8031-3196-0; orig. Paradise (2004).
- Day (2007), Roman, ISBN 978-3-8031-3214-7; orig. Day (2007).
- Was wird (2009), Erzählungen, ISBN 978-3-8031-3223-9; orig. What becomes (2009).
- Das blaue Buch. Roman. (2012), Roman, übersetzt von Ingo Herzke. ISBN 978-3-446-23981-4; orig. The Blue Book: A Novel.
- On writing (2013), Essays, ISBN 978-0-224-09697-3, ISBN 978-1-4481-3034-4.
- Der letzte Schrei. Erzählungen, übersetzt von Ingo Herzke. Hanser, München 2015, ISBN 978-3-446-24720-8, orig. All the Rage (2014)[6]
- Leises Schlängeln. Erzählung, übersetzt von Ingo Herzke. Karl Rauch Verlag, Düsseldorf 2016, ISBN 978-3-7920-0249-0.
- Süßer Ernst. Roman, übersetzt von Ingo Herzke und Susanne Höbel, Hanser, München 2018, ISBN 978-3-446-26002-3; orig. Serious Sweet.
- The Little Snake. Canongate, Edinburgh 2018, ISBN 978-1-78689-386-4.
- Als lebten wir in einem barmherzigen Land, Roman, übersetzt von Ingo Herzke und Susanne Höbel, Hanser, München 2023 ISBN 978-3-446-27624-6
- Der Kern der Dinge. Essay, übersetzt von Ingo Herzke. Geparden Verlag, Zürich 2023 ISBN 978-3-907406-03-8

## Hörspiele
- 2011: Love, love, love – Wie die Beatles, aus dem Englischen von Ingo Herzke – Regie: Barbara Liebster, Musik: Jakob Diehl, mit Krishan Krone, Stephanie Schönfeld, Niko Eleftheriadis, Rosemarie Fendel, Karin Schröder (SWR)[7]
- 2012: Born a Fox – Als Fuchs geboren, aus dem Englischen von Ingo Herzke – Regie: Iris Drögekamp, mit Hans Löw, Anna Schudt, Hans-Werner Meyer, Lena Lauzemis (SWR)
- 2016: Subterranean Homesick Blues, aus dem Englischen von Ingo Herzke – Regie: Iris Drögekamp (SWR)[8]